# 1793年の人間と市民の権利の宣言

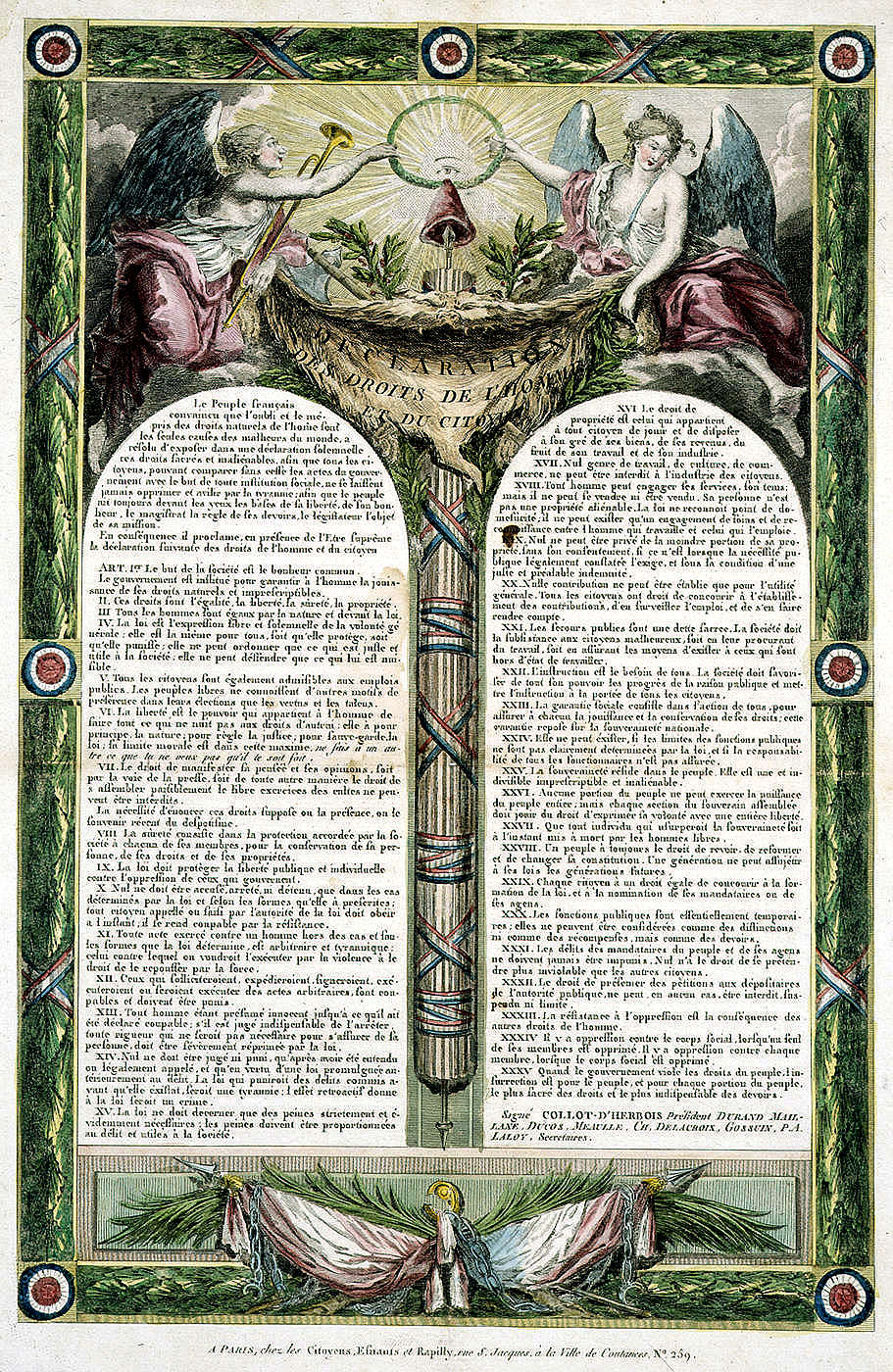
1793年の人間と市民の権利の宣言

1793年の人間と市民の権利の宣言（フランス語: Déclaration des droits de l'Homme et du citoyen de 1793）は、フランスの政治的文書である。
この宣言はフランス革命中にルイ・アントワーヌ・ド・サン＝ジュストやマリー＝ジャン・エロー・ド・セシェル (Marie-Jean Hérault de Séchelles) らが参加した委員会によって作成された。1789年の人間と市民の権利の宣言との主な違いはその平等主義的傾向にあり、この宣言では平等は優越的地位を占める権利とされている。
委員会は1793年憲法（共和暦1年憲法、施行されず）も作成したが、エロー・ド・セシェルの筆致が委員会の文書のほとんどで確認できるため、原文は主にエロー・ド・セシェルが書いたものといわれる。
フランス第四共和政憲法の原案は、1793年の人間と市民の権利の宣言にも言及していた。